# Eklektiker-Schule
Die Synkretisten bzw. die Eklektiker-Schule (chinesisch 雜家 / 杂家, Pinyin Zájiā, W.-G. Tsa-chia) war eine philosophische Schule im alten China, die zur Zeit der Streitenden Reiche bis in die frühe Zeit der Westlichen Han-Dynastie aktiv war. Sie machte eine umfassende Synthese der Theorien des Konfuzianismus, Daoismus, Mohismus und Legalismus sowie der Schule der Logiker. Als repräsentative Werke dieser Schule werden für gewöhnlich die Bücher Lüshi chunqiu (Frühling und Herbst des Lü Buwei) und Huainanzi genannt.
Im Hanshu yiwenzhi (chinesisch 漢書·藝文志 / 汉书·艺文志 – „Bibliographischer Abschnitt der Geschichte der Früheren Han-Dynastie“), dem für das Verständnis der Vor-Qin-Zeit maßgeblichen Literaturkatalog (des Hanshu), wird diese Geistesströmung zu einer der Neun Strömungen gezählt. Als Chinas erster Synkretist wird Shizi 尸子 gehandelt.